# Krupp 7,5 cm Modèle 1903
Le Krupp 7.5 cm modèle 1903 était un canon de campagne utilisé par un certain nombre d'armées européennes pendant la Première et la Seconde Guerre mondiale.

## Histoire
Le modèle 1903 a été fabriqué pour l'exportation par Krupp C'était un "stock gun", ce qui signifie qu'il pouvait être fourni aux clients dans un court délai avec des modifications mineures pour répondre aux besoins des clients.

### Les canons de campagne de 77 mm de l'armée de l'Empire allemand
L'armée allemande de la Première Guerre mondiale n'a pas utilisé le Krupp 7.5 cm Modèle 1903. Il avait acquis le plutôt conventionnel 7,7 cm FK 96 comme canon standard en 1896. Lorsque l'armée française acquit le Canon de 75 modèle 1897 à mécanisme de recul hydraulique en 1897, le FK 96 devint obsolète. Le modèle a ensuite été modifié pour devenir le 7,7 cm FK 96 n. A., qui a conservé le canon, mais l'a mis sur un mécanisme de recul et un chariot neuf.

## Utilisateurs

### Roumanie
La Roumanie a acquis 636 canons et leur a donné la désignation Tunul de câmp Krupp, cal. 75 mm, md. 1904 . Ils ont utilisé un dispositif de visée plus sophistiqué (que celui proposé par les Allemands) fabriqué localement, connu sous le nom de viseur Ghenea -Korodi. En nombre d'armes à feu, il s'agissait de la plus grande importation d'un seul type de canon jamais fabriquée par la Roumanie. C'était le pilier de l'artillerie de campagne roumaine pendant la Première Guerre mondiale, équipant tous les régiments d'artillerie des divisions d'infanterie roumaines. Le nombre de ces canons en service roumain était tombé à 312 en 1926. Les Roumains les ont utilisés jusqu'en 1942, bien qu'à cette époque ils soient devenus obsolètes.

### Belgique
Les Belges ont acheté une licence pour produire le M1903 à la Fonderie Royal des Canons et ont reçu la désignation Canon de 7c5 M 1905 TR et TRA . Ils ont été utilisés par la Belgique pendant la Première Guerre mondiale et la Seconde Guerre mondiale. Les Allemands ont donné aux canons belges capturés la désignation 7.5 cm Feldkanone 235(b). Il a également été utilisé par les forces belges du roi Léopold II au Congo.

### Pays-Bas
Les Néerlandais ont acheté quelque 204 exemplaires du Kanone M.02/03 un peu plus ancien et ont également acheté une licence de production. 120 semblent avoir été fabriqués aux Pays-Bas, où il était connu sous le nom de 7-veld . Au cours des années 1920, la société néerlandaise Siderius, filiale de Krupp, a reconstruit ses canons pour augmenter leur élévation. Au moins 16 ont été modifiés pour la traction motorisée, vraisemblablement avec des roues en acier et des pneumatiques, pour le service avec la division légère. Gander et Chamberlain affirment qu'il y avait trois versions presque identiques, le M 02/04, OM 04 et NM 10, mais cela n'a pas été confirmé. Les Allemands ont désigné ces canons comme le 7.5 cm Feldkanone 243(h) après la bataille des Pays-Bas.

### Suisse
L'Armée suisse fût dotée de 288 Canon de campagne 7,5 cm Ord. 1903 L 30 fabriqué par Sulzer et les Ateliers fédéraux de construction de Thoune sous licence Krupp. Ils équipèrent des batteries de campagne. De nouvelles versions furent développées en 1922 (Canon 7,5 cm 03/22 L 30) et 1940 (Canon 7,5 cm 03/40 L 30).